# Skarstads socken
Skarstads socken i Västergötland ingick i Barne härad och området ingår sedan 1971 i Vara kommun och motsvarar från 2016 Skarstads distrikt.
Socknens areal är 20,02 kvadratkilometer varav 19,87 land. År 2000 fanns här 287 invånare. Sockenkyrkan Skarstads kyrka ligger i socknen.

## Administrativ historik
Socknen har medeltida ursprung.
Vid kommunreformen 1862 övergick socknens ansvar för de kyrkliga frågorna till Skarstads församling och för de borgerliga frågorna bildades Skarstads landskommun. Landskommunen uppgick 1952 i Ryda landskommun som 1967 uppgick i Vara köping som 1971 ombildades till Vara kommun. Församlingen uppgick 2002 i Vara församling.
1 januari 2016 inrättades distriktet Skarstad, med samma omfattning som församlingen hade 1999/2000.  
Socknen har tillhört län, fögderier, tingslag och domsagor enligt vad som beskrivs i artikeln Barne härad. De indelta soldaterna tillhörde Skaraborgs regemente, Skånings kompani och Västgöta regemente, Barne kompani.

## Geografi
Skarstads socken ligger nordost om Vara med Lidan i nordost. Socknen är en uppodlad slättbygd på Varaslätten.
Socknen genomkorsas av E20, som i socknens sydvästra del korsas av riksväg 47 (Trafikplats "Åsen"). I närheten av denna vägkorsning ligger Ekabergs gård. Skarstads kyrka ligger mitt i socknen cirka 800 meter norr om E20.

## Fornlämningar
Från bronsåldern är skålgropsförekomster funna.

## Namnet
Namnet skrevs 1395 Skarfstadhum och kommer från kyrkbyn. Efterleden innehåller sta(d), 'boplats, ställe'. Förleden innehåller troligen skarv, 'naken klippa, berg där ingenting växer' syftande på berget som går i dagen vid kyrkan.

## Kända personer från Skarstad
Kristina Appelqvist, deckarförfattare.
Egon Frid, politiker (V)